# Зассовська
За́ссовська — станиця в Лабінському районі Краснодарського краю. Центр Зассовського сільського поселення.
Населення понад 1 000 мешканців. 
Станиця розташована на правому березі Лаби, навпроти смт Мостовський (автомобільний міст, залізничний міст), за 22 км південніше міста Лабінськ. Залізнична станція Засовська розташована за 2 км північніше центру станиці. Варіант написання назви станиці Засовська часто зустрічається на картах і в довідниках.
Укріплення, а згодом і станиця названа на честь російського генерала Г. Х. Засса. Станиця Зассовська до 1920, входила в Лабінський відділ Кубанської області.